# Ernesto Aramburú Menchaca
Ernesto Aramburú Menchaca (Lima, 26 de agosto de 1920 - 2 de mayo de 2010) fue un arquitecto peruano. Fue alcalde del limeño distrito de Miraflores. Creador e impulsor del Circuito de playas de la Costa Verde y la Vía Expresa del Paseo de la República, entre otros proyectos en Lima Metropolitana.

## Biografía
Ernesto Aramburú nació en el seno de una de las familias más tradicionales de Lima, arraigada en el Perú desde 1545.
Hijo del fundador de la revista Mundial Andrés Avelino Aramburú Salinas y de Emilia Menchaca Figari, nieto de Andrés Avelino Aramburú Sarrio, fundador del Diario La Opinión Nacional y bisnieto del alcalde de Lima Antonio Salinas y Castañeda.
Fue el penúltimo de ocho hermanos. Estos también destacaron por su voluntad de servicio a la patria y de entre ellos son recordados: Andrés (1909-1994), gran jurista y miembro de la Corte Internacional de La Haya, Ex Decano del Colegio de Abogados del Perú; Carlos, Director de la Cruz Roja del Perú y miembro de la Orden de Malta; y Javier, abogado con una extensa trayectoria en el Deporte Nacional y Presidente repetidamente del Comité Nacional del Deporte.
Estudió en el Colegio La Salle y después en la Universidad Nacional de Ingeniería donde se tituló de Ingeniero-Arquitecto, y se colegió tanto en el Colegio de Arquitectos como en el Colegio de Ingenieros. También pertenece a la Sociedad de Ingenieros del Perú, y al Instituto de Planificación del Perú.
Como arquitecto laboró simultáneamente en el sector privado y en el público destacándose rápidamente en ambos campos.
Dentro del sector privado desarrolló múltiples proyectos de edificios comerciales y de viviendas, así como residencias particulares, iglesias, y establecimientos industriales; por los cuales recibió múltiples reconocimientos y premios por las mejores obras de Arquitectura desarrolladas en sus respectivos años y entre ellos se destacan las Medallas de Oro de San Isidro, Miraflores, Magdalena y Lima.
También coadyuvó al desarrollo de la televisión en el Perú y fue el autor de los proyectos y torres de Panamericana Televisión y de Radio América Canal 4, con la tecnología de punta de esa época y lo complejo del desarrollo de torres en altura dentro de la ciudad.
También fue el autor de proyectos de grandes urbanizaciones como Canto Grande, Huachipa.
En el sector público le tocó desempeñar cargos importantes ya sea como Alcalde, Director de Obras, Teniente Alcalde y concejal en los Municipios de Lima Metropolitana, Miraflores, Jesús María y Pueblo Libre, con una gran dedicación y voluntad de servicio a favor de la Ciudad, correspondiéndole la autoría de importantes proyectos entre los cuales se destacan: 
- La Vía Expresa del Paseo de la República, que en su época marcó muchas disputas por ser del tipo tajo abierto.
- Los puentes Santa Rosa y Ricardo Palma, con los cuales acuñó la frase de que el Rímac "es una herida abierta que divide la Ciudad y que hay que coser con puentes".
- Las Ciudades Satélites de Ciudad de Dios, Ventanilla, Puente Piedra y Vitarte, proyectos visionarios que hoy son una realidad inmersa dentro de la Lima Metropolitana y puntales de la expansión ordenada de la Ciudad para destugurizar el Centro Urbano.
- El Proyecto de la Costa Verde, en el que entregó gran parte de su vida tanto en tiempo y dedicación como en esfuerzos económicos, solventando pruebas y estudios que pudieron demostrar su factibilidad y que hoy en cuanto a su aspecto vial es una realidad.
- El Plan maestro de la Raqueta Central.
- El Proyecto de Defensa del Litoral y la Habilitación de Playas para Lima Metropolitana.
- La recuperación del Parque Reducto como símbolo de la peruanidad.
- Los proyectos de Planificación Urbana de Lima.

Esta voluntad de servicio al país le significó el reconocimiento con diferentes Órdenes al Mérito entre las cuales se encuentran la Medalla el Sol de Oro, en el grado de Comendador, La Orden al Mérito de la Guardia Civil.

## Obras

### Puentes Santa Rosa y Ricardo Palma
Los puentes Santa Rosa y Ricardo Palma sobre el río Rímac fueron construidos entre 1956 y 1962. La obra realizada resolvía dos aspectos de interés público: aliviar el tránsito de la zona central y promover la política de planeamiento en el Distrito del Rímac, mejorando sectores antiguos e incorporando al medio urbano extensas zonas semi-rústicas bajo el incentivo que despertaba el mayor rendimiento de la propiedad, atribuible al cambio de uso de la tierra.
El puente Santa Rosa de Lima, situado en la prolongación de la Avenida Tacna, fue proyectado para comunicar esta gran arteria con las avenidas principales del Distrito del Rímac. En su primera etapa, el puente termina en el Jirón Virú, y la Avenida Tacna deberá continuar en segunda y tercera etapas hasta la Avenida Samuel del Alcázar.
El puente Ricardo Palma se comunica directamente con la Alameda de Acho, que fue remodelada y pavimentada en toda su extensión; y con el fin de establecer el enlace de este tramo con la Panamericana Norte se habilitó el Malecón del Rímac, construyéndole nueva calzada. Toma contacto con el Puente Santa Rosa y continúa por el Jirón Herrera hasta el Trébol del Puente del Ejército que es el punto de enlace con la pista Panamericana Norte. El jirón Herrera también fue asfaltado y habilitado. Todo este recorrido fue iluminado con faroles ornamentales de una y dos luces.

### Plan Rímac
Las vías de acceso mencionadas anteriormente forman parte integrante de un plan más vasto que tiene como punto de origen el Trébol de San Pablo o del Pino y como objetivo la comunicación de esta pista en tramo directo con la Panamericana Norte. La solución consiste en llevar la Panamericana Sur por una vía de circunvalación paralela a la línea del ferrocarril a Lurín hasta la Avenida Grau, interceptándola por un paso a desnivel, para continuar por los terrenos de Ansieta hasta el Río Rímac, a la altura del Cementerio General. El paso del río se haría mediante otro puente cuyo estudio se está efectuando y que llevaría el nombre de Huáscar. La arteria deberá continuar por la margen derecha hasta el Puente Ricardo Palma, complementándose la ruta del By-Pass de tránsito rápido “expressways” del servicio inter-provincial con conexiones indirectas para el servicio interno. Quedarían así unidas las tres vías troncales: Panamericana Norte, Panamericana Sur y Autopista Central. El tramo total entre los tréboles mide 7800 m.
El planeamiento arterial a que nos hemos referido constituye el Plan Rímac que ha merecido la aprobación de los organismos técnicos estatales.

### La Vía Expresa del Paseo de la República
El popular “zanjón” fue iniciado en 1966. Es una inmensa vía a tajo abierto que unió el centro de Lima con los distritos del Sur. Se extiende desde la Plaza Grau hasta la Quebrada Armendáriz por el Paseo de la República. El material de las excavaciones se utilizó para rellenar los acantilados del Proyecto Costa Verde.
Esta obra estimuló la aparición de nuevas zonas en Lima. El distrito de San Isidro experimentó un notable crecimiento comercial, cuya irradiación hizo posible el surgimiento de urbanizaciones como Córpac, Limatambo y San Borja, a la vez que forzaba el cierre del aeropuerto de Limatambo.
Se trataba de un vasto plan que contemplaba el ensanche del jirón Arequipa y continuar con la trinchera abierta similar al del Paseo de la República por el eje de las Avenidas Bolognesi y Alfonso Ugarte saliendo a la superficie en la Avenida Guzmán Blanco y volviendo en trinchera abierta por el eje de la Avenida Salaverry hasta su intersección con la Avenida Pershing. Todo ello significaría un acceso rapidísimo entre Lima y los Balnearios del Sur.

### La Costa Verde
Concibió e inició las obras del complejo turístico y urbanístico de la Costa Verde (1968), las cuales consistieron en la realización de varios estudios batimétricos, selección de rocas a cargo de ingenieros especializados para orientar la construcción de espigones, según la marea y corriente marina. Así, el mar hizo el trabajo de depositar el material al lado derecho de cada espigón, formando las playas que fueron abiertas para el público.
Además de ganar espacio al mar, se creó actividades deportivas y recreativas. Se trata de un sueño inconcluso de Ernesto Aramburú; actualmente está sometida a diversos estudios para su continuación. A no dudarlo en algunos años más será el nuevo frente de la ciudad, pues hasta ahora, como el mismo Aramburú ha dicho, "Lima le da la espalda al mar", ú otra, cuando hablaba del sistema de espigones, decía: "el mar es como una gorda sin faja a la que hay que saber apretar para que trabaje las 24 horas y sin descanso ni costos".
| Predecesor: Rafael Sánchez Aizcorbe | Alcalde de Miraflores 1970 - 1976 | Sucesor: Santos Hinostroza |